# SAB AB-80
Die SAB AB-80 oder auch SASO-80 ist ein französisches militärisches Mehrzweckflugzeug der 1930er Jahre und gehörte in der damaligen Definition zur Kategorie Kampfmehrsitzer.

## Geschichte
Das zweimotorige Flugzeug SAB AB-80 gehört zur Kategorie Kampfmehrsitzer. Einschließlich der Beplankung besteht dieser Typ aus Duraluminium. Die beiden wassergekühlten 12-Zylinder-V-Motoren treiben dreiblättrige Ratier-Verstellluftschrauben an, sind direkt mit dem Flügel verbunden und bilden dadurch eine stimmige Einheit.
Der Rumpf mit rechteckigem Querschnitt trägt im vorderen Ende den Bombenschützenstand mit dem mit einer Cellonhaube überdeckten beweglichen MG und den dahinter liegenden FT-Raum.
Durch den erhöht angeordneten Führerstand wurde ein ausgezeichnetes Sichtfeld erreicht. Das Fahrwerk mit zwei verkleideten Anlaufrädern und Öldruckfederung ist mit den Motorvorbauten verbunden und mit Streben nach dem Rumpf hin abgestützt. Unter dem Flügel im Rumpfmittelstück sind Magazine aufgestellt für 40 × 10 kg oder 10 × 50 kg schwere Bomben. Hinter der Flügelkante befindet sich der zweite und im Heck der dritte MG-Stand mit je einem einfachen MG. Der Munitionsvorrat beträgt 600 Schuss für jedes MG.

## Einsatzländer
- Frankreich

## Technische Daten
| Kenngröße             | Daten SAB AB-80                                                      |
| --------------------- | -------------------------------------------------------------------- |
| Besatzung             | 4                                                                    |
| Länge                 | 18,52 m                                                              |
| Spannweite            | 23,96 m                                                              |
| Höhe                  | 6,10 m                                                               |
| Flügelfläche          | 81,75 m²                                                             |
| Flügelstreckung       | 6,6                                                                  |
| Flächenbelastung      | 80,2 kg/m²                                                           |
| Leistungsbelastung    | 4,2 kg/PS                                                            |
| Flächenleistung       | 20,8 PS/m²                                                           |
| Rüstmasse             | 4300 kg                                                              |
| Zuladung              | normal 2900 kg maximal 3800 kg                                       |
| Startmasse            | normal 7200 kg maximal 8100 kg                                       |
| Höchstgeschwindigkeit | 265 km/h in Bodennähe 330 km/h in 4000 m Höhe                        |
| Landegeschwindigkeit  | 125 km/h                                                             |
| Steigrate             | 5000 m in 17 min                                                     |
| Dienstgipfelhöhe      | 8000 m                                                               |
| Reichweite            | 1000 km                                                              |
| Triebwerke            | zwei Hispano-Suiza 12 Ybrs mit jeweils 860 PS (633 kW) Startleistung |
| Bewaffnung            | drei 7,5-mm-MG/ 500 kg Bomben                                        |